# Liste der Besuche von US-Präsidenten in Deutschland
Die Liste der Besuche von US-Präsidenten in Deutschland führt alle offiziellen, Arbeits- und Staatsbesuche der Bundesrepublik Deutschland seit ihrer Gründung im Jahre 1949 durch bisher dreizehn amtierende Präsidenten der Vereinigten Staaten von Amerika auf.
Während die Präsidenten Eisenhower, Kennedy, Johnson, Nixon, Ford, Carter und Trump jeweils nur einmal zu Gast in Deutschland waren, besuchten die Präsidenten Reagan, Bush senior, Clinton, Bush junior, Obama und Biden die Bundesrepublik jeweils zwei- bis sechsmal. US-Präsidenten machten außerdem bei Interkontinentalflügen im Laufe der Jahre mehrere kürzere Zwischenstopps auf US-Militärflugplätzen in Deutschland. Die DDR besuchte hingegen kein amtierender Präsident.
Besuche von US-Präsidenten vor 1949 beschränken sich auf die Teilnahme von Harry S. Truman an der Potsdamer Konferenz im Jahre 1945; transatlantische Staatsbesuche waren zuvor noch unüblich.

## Übersicht

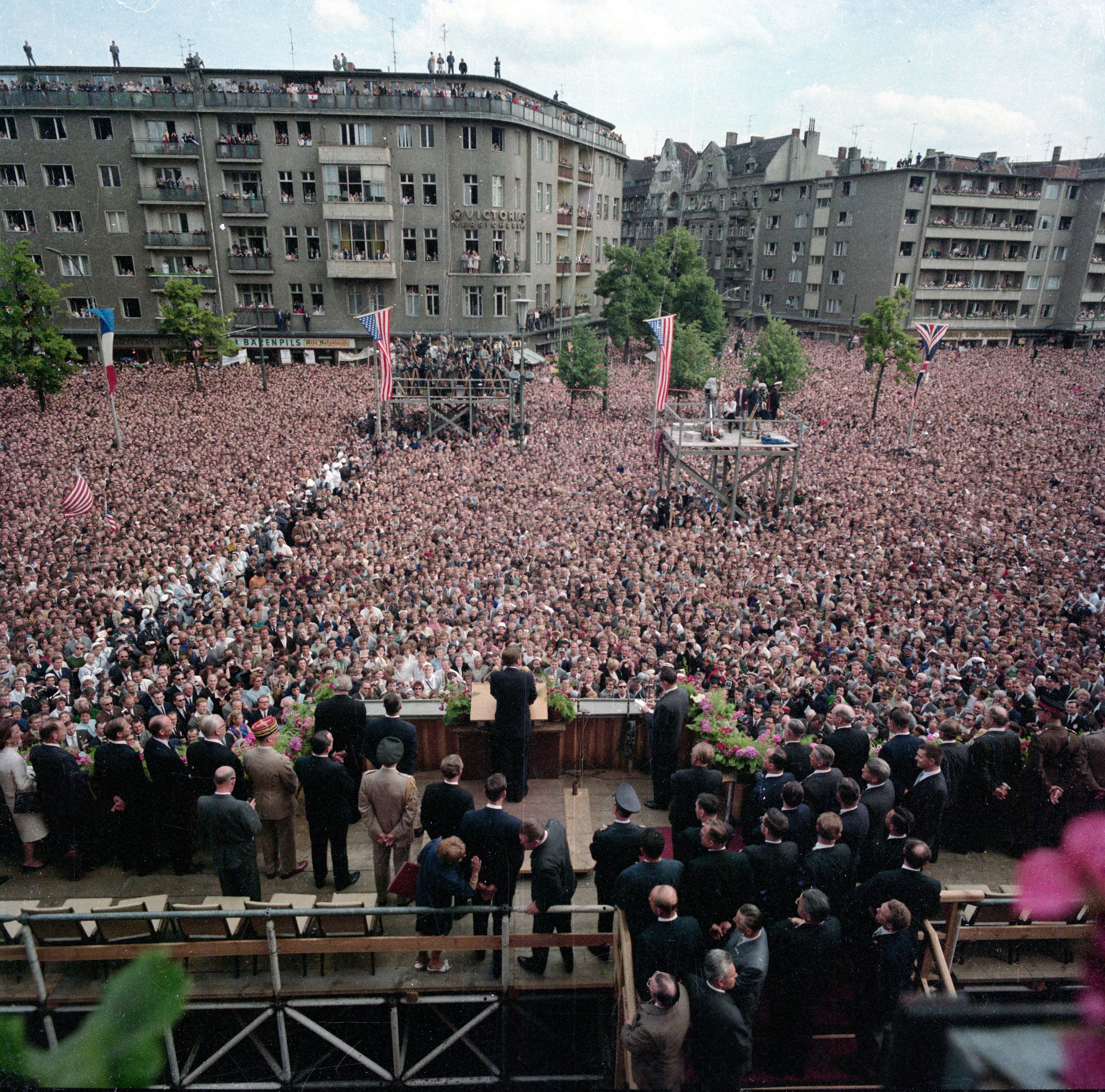
Kennedy bei seiner Rede vor dem Rathaus Schönebergmini|hochkant=0.9|links|„Ich bin ein Berliner“

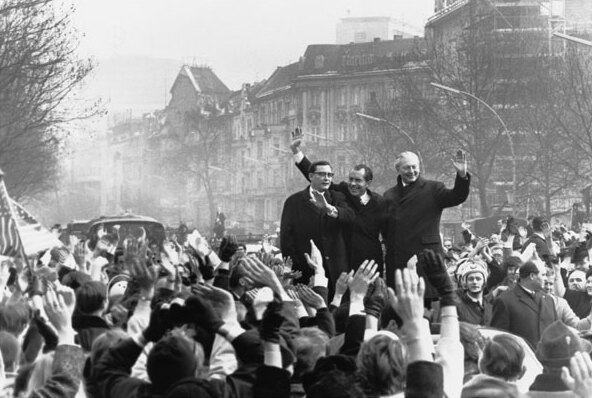
Präsident Nixon mit Bundeskanzler Kiesinger in Berlin

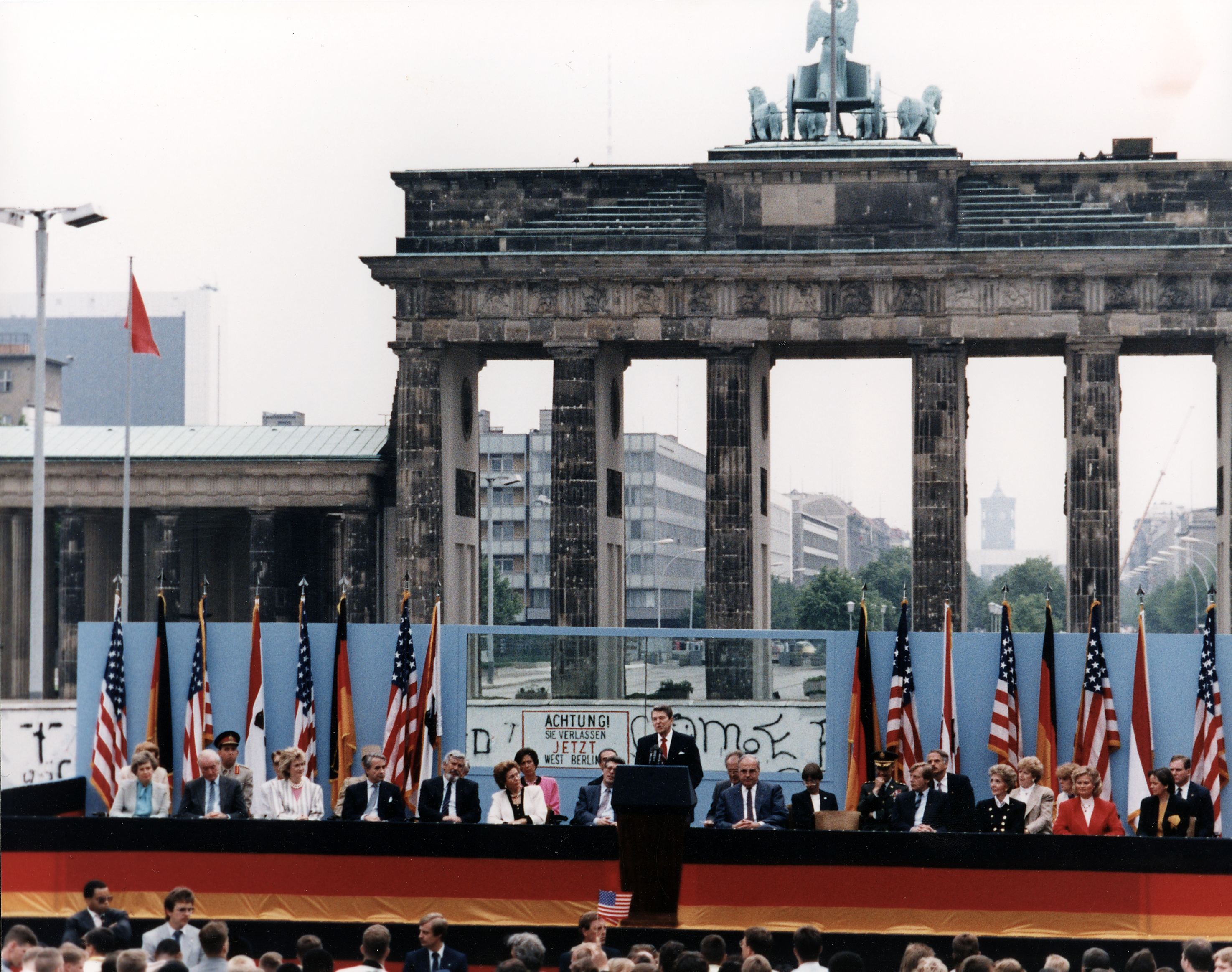
Reagan am 12. Juni 1987 bei seiner Berliner Rede mit dem Appell an Gorbatschow, die Mauer einzureißen und das Brandenburger Tor zu öffnen.

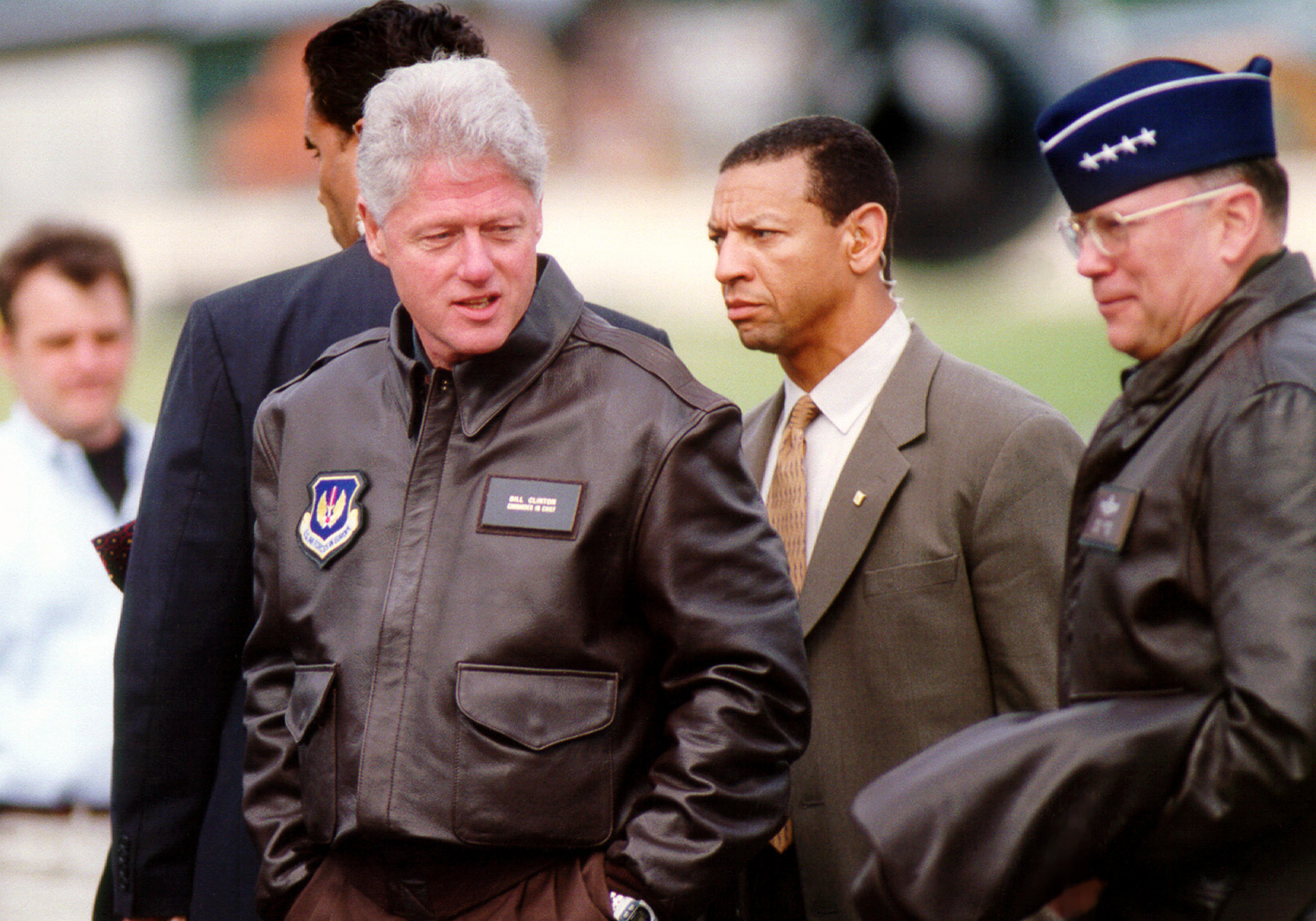
Präsident Clinton auf der Ramstein Air Base 1999

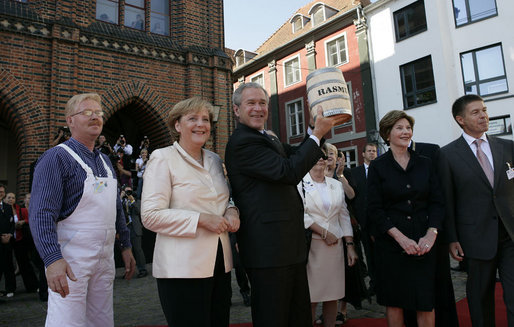
Ehepaare Bush und Merkel/Sauer in Stralsund 2006

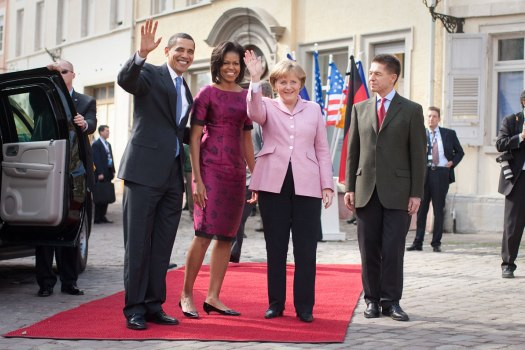
Präsident Obama und Bundeskanzlerin Merkel in Baden-Baden 2009

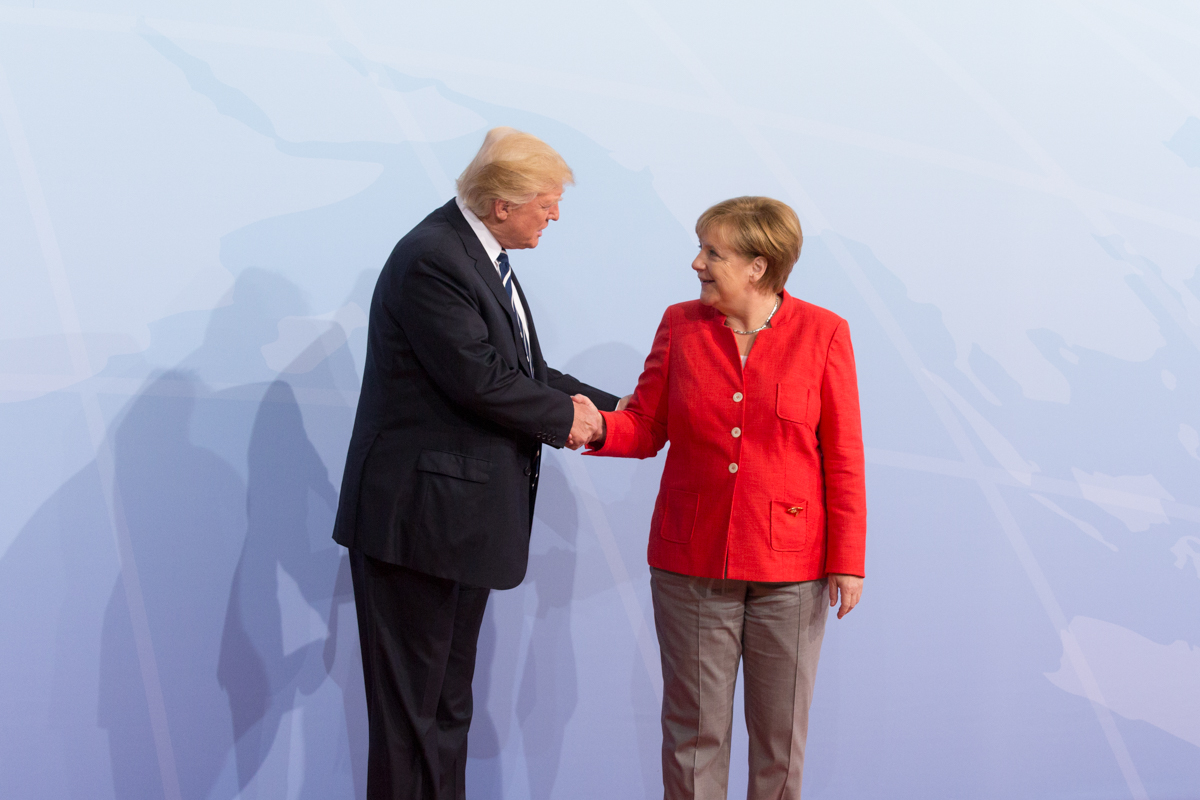
Präsident Trump und Bundeskanzlerin Merkel beim G20-Gipfel in Hamburg 2017

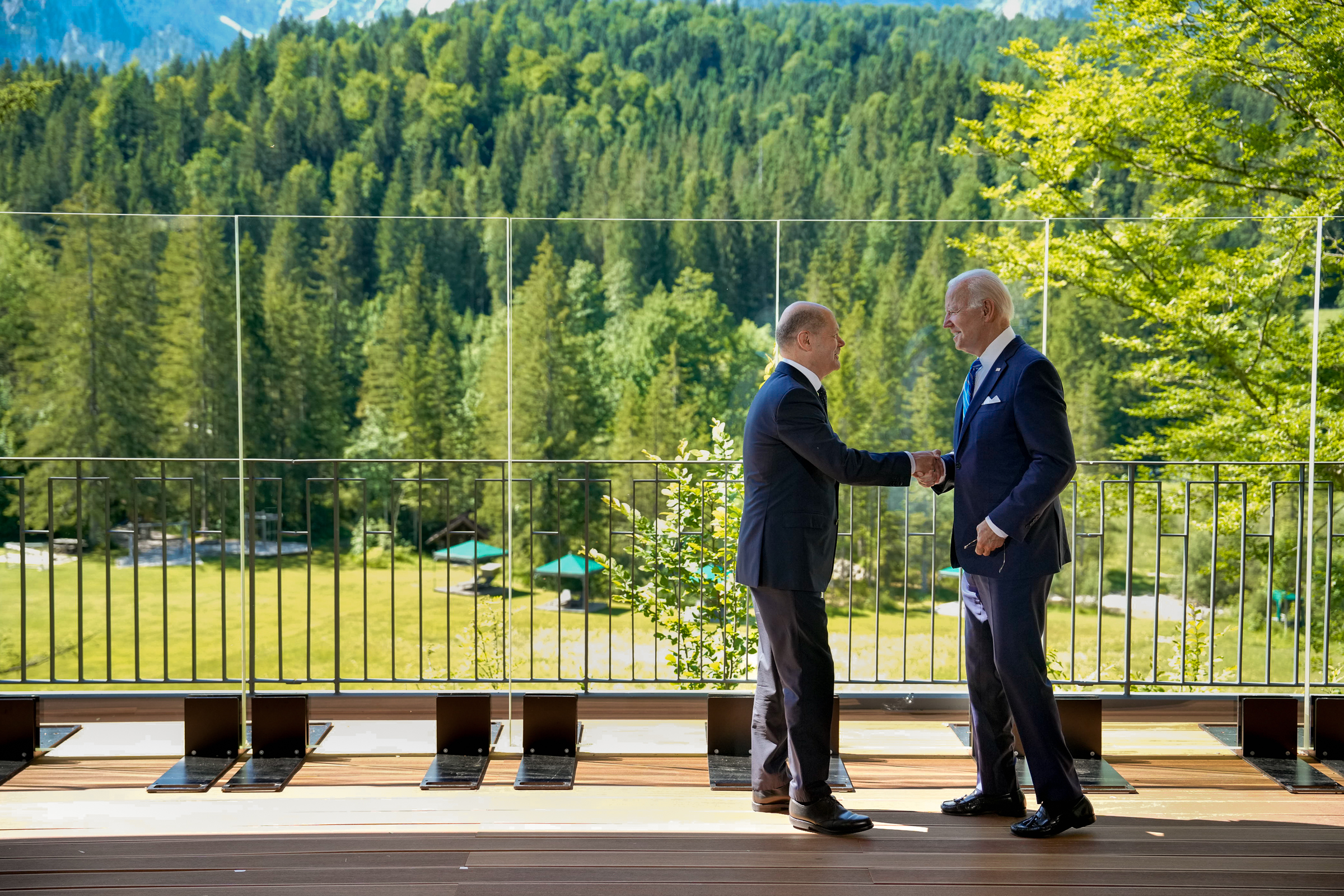
Präsident Biden und Bundeskanzler Scholz beim G7-Gipfel auf Schloss Elmau 2022

Die folgende Übersicht ermöglicht einen Rückblick auf die teilweise historischen bekannten Besuchsstationen amerikanischer Präsidenten in Deutschland und in der Bundesrepublik Deutschland.

### Truman
Der 33. Präsident der USA, Harry S. Truman besuchte kurz nach dem Zweiten Weltkrieg Deutschland vom 17. Juli bis 2. August 1945 und nahm an der Potsdamer Konferenz im Schloss Cecilienhof in Potsdam teil. Er wohnte während dieser Zeit in der Truman-Villa in Potsdam.

### Eisenhower
Der 34. Präsident der USA, Dwight D. Eisenhower, besuchte als erster Präsident der Vereinigten Staaten die neugegründete Bundesrepublik Deutschland vom 26. bis zum 27. August 1959 und war in der Bundeshauptstadt Bonn zu Gast.

### Kennedy
Der 35. Präsident der USA, John F. Kennedy, war vom 23. bis zum 26. Juni 1963 zu Gast in der Bundesrepublik Deutschland bzw. in Berlin (West). Dabei besuchte er Köln, Bonn, Hanau, Frankfurt am Main, Wiesbaden und Berlin (West). Bei seiner Rede in Berlin entstand sein berühmtes Zitat Ich bin ein Berliner.

### Johnson
Der  36. Präsident der USA, Lyndon B. Johnson, reiste anlässlich des Staatsbegräbnisses für den ersten Bundeskanzler der Bundesrepublik Deutschland, Konrad Adenauer, vom 23. bis zum 26. April 1967 nach Köln und Bonn.

### Nixon
Der 37. Präsident der USA, Richard Nixon, besuchte vom 26. bis zum 27. Februar 1969 Bonn und Berlin (West).

### Ford
Der 38. Präsident der USA, Gerald Ford, stattete im Vorfeld der KSZE-Konferenz in Helsinki vom 26. bis zum 28. Juli 1975 den Städten Bonn und Gießen einen Besuch ab.

### Carter
Der 39. Präsident der USA, Jimmy Carter, war vom 13. bis zum 17. Juli 1978 anlässlich des Weltwirtschaftsgipfels in Bonn zu Gast in der Bundesrepublik Deutschland. Dabei besuchte er Bonn, Frankfurt am Main und Berlin (West).

### Reagan
Der 40. Präsident der USA, Ronald Reagan, war während seiner achtjährigen Präsidentschaft von 1981 bis 1989 insgesamt dreimal zu Besuch in der Bundesrepublik Deutschland.
Vom 9. bis zum 11. Juni 1982 war Präsident Reagan anlässlich des NATO-Gipfels in Bonn und Berlin (West) zu Gast.
Vom 1. bis zum 6. Mai 1985 hielt sich Präsident Reagan anlässlich des Weltwirtschaftsgipfels in Bonn und eines daran anschließenden Staatsbesuches in der Bundesrepublik Deutschland auf. Dabei besuchte er Bonn, die KZ-Gedenkstätte Bergen-Belsen im Landkreis Celle, Bitburg und Neustadt an der Weinstraße (Hambacher Schloss).
Am 11. und 12. Juni 1987 besuchte Präsident Reagan Berlin (West) und Bonn. In Berlin hielt er die vielbeachtete Rede Reißen Sie diese Mauer nieder!

### George H. W. Bush
Der 41. Präsident der USA, George H. W. Bush, war während seiner vierjährigen Amtszeit von 1989 bis 1993 dreimal zu Besuch in der Bundesrepublik Deutschland.
Am 30. und 31. Mai 1989 besuchte Präsident Bush Bonn, Mainz, die Rhein-Main-Airbase in Frankfurt am Main und unternahm zusammen mit Bundeskanzler Helmut Kohl eine Schifffahrt auf dem Rhein von Oberwesel nach Koblenz.
Am 18. November 1990 legte Präsident Bush auf dem Weg zur KSZE-Konferenz in Paris einen zirka sechsstündigen Zwischenstopp in der Bundesrepublik Deutschland ein. Dabei besuchte er den Dom in Speyer und im Anschluss Bundeskanzler Kohl in dessen Privathaus in Ludwigshafen-Oggersheim. Nach der Wiedervereinigung beider deutscher Staaten am 3. Oktober 1990 war dies der erste Besuch eines US-Präsidenten im wiedervereinigten Deutschland. Jedoch wurde bei diesem Besuch vom amerikanischen Präsidenten kein Territorium der ehemaligen DDR betreten, so dass Präsident Clinton im Juli 1994 im wiedervereinigten Berlin der erste US-Präsident war, der das Gebiet der ehemaligen DDR betrat.
Anlässlich des Weltwirtschaftsgipfels in München hielt sich Präsident Bush vom 6. bis zum 8. Juli 1992 in der Bundesrepublik Deutschland auf.

### Clinton
Der 42. Präsident der USA, Bill Clinton, gehört mit insgesamt fünf Besuchen während seiner achtjährigen Amtszeit von 1993 bis 2001 zu den drei Präsidenten, die bislang am häufigsten zu Gast in der Bundesrepublik Deutschland waren.
Der erste Besuch von Präsident Clinton erfolgte vom 10. Juli bis zum 12. Juli 1994 und führte ihn nach Bonn, Ludwigshafen-Oggersheim (Privathaus von Bundeskanzler Kohl), Ramstein und ins wiedervereinigte Berlin. In Berlin betrat Präsident Clinton als erster US-Präsident das Territorium der ehemaligen DDR. Der 33. Präsident der USA, Harry S. Truman, war anlässlich der Teilnahme an der Potsdamer Konferenz im Schloss Cecilienhof vom 16. Juli bis zum 2. August 1945 der bis dato letzte Präsident der USA, der das Territorium der damaligen sowjetischen Besatzungszone und späteren DDR betreten hatte.
Am 13. und 14. Mai 1998 besuchte Präsident Clinton Berlin, Potsdam und Eisenach.
Im Jahr 1999 fanden in kurzem zeitlichen Abstand gleich zwei Besuche von Präsident Clinton in der Bundesrepublik Deutschland statt. Am 5. und 6. Mai 1999 führte sein Besuch nach Spangdahlem (Landkreis Bitburg-Prüm), Ramstein, Frankfurt am Main (ausschließlich Rhein-Main-Airbase), Ingelheim und Bonn. Der zweite Besuch im Jahr 1999 fand anlässlich des Weltwirtschaftsgipfels in Köln vom 18. bis 21. Juni 1999 statt und beschränkte sich auf die Städte Köln und Bonn.
Der fünfte und letzte Besuch von Präsident Clinton in der Bundesrepublik Deutschland fand vom 1. bis zum 3. Juni 2000 statt und erstreckte sich auf die Städte Berlin und Aachen (Verleihung des Karlspreises an Präsident Clinton).

### George W. Bush
Der 43. Präsident der USA, George W. Bush, besuchte die Bundesrepublik Deutschland während seiner achtjährigen Amtszeit von 2001 bis 2009 insgesamt fünfmal – ebenso oft wie sein Vorgänger Clinton.
Der erste Besuch von Präsident Bush fand am 22. und 23. Mai 2002 in der Bundeshauptstadt Berlin statt.
Am 23. Februar 2005 besuchte Präsident Bush die Städte Mainz und Wiesbaden.
Am 12. und 13. Juli 2006 stattete Präsident Bush dem Wahlkreis von Bundeskanzlerin Angela Merkel einen Besuch ab und hielt sich dabei in Stralsund, Trinwillershagen (Landkreis Nordvorpommern) und im Ostseebad Heiligendamm auf.
Vom 5. bis zum 8. Juni 2007 nahm Präsident Bush am Weltwirtschaftsgipfel in Heiligendamm teil.
Der letzte Besuch von Präsident Bush fand am 11. Juni 2008 im Gästehaus der Bundesregierung auf Schloss Meseberg bei Berlin statt.

### Obama
Barack Obama, der 44. Präsident der USA, besuchte die Bundesrepublik während seiner Amtszeit sechs Mal, so häufig wie kein anderer US-Präsident zuvor. In seinem ersten Amtsjahr als Präsident machte er zwei Besuche in Deutschland.
Am 3. und 4. April 2009 besuchte Präsident Obama anlässlich des NATO-Gipfels Baden-Baden und den deutsch-französischen Grenzübergang Kehl, wo er zusammen mit anderen Regierungschefs der NATO-Mitgliedsstaaten symbolisch die deutsch-französische Grenze, welche dort vom Rhein gebildet wird, zu Fuß auf der Europabrücke überquerte.
Der zweite Besuch am 4. und 5. Juni 2009 erstreckte sich auf Dresden, die KZ-Gedenkstätte Buchenwald bei Weimar und das US-Militärhospital Landstuhl.
Am 18. und 19. Juni 2013 besuchte Präsident Obama, begleitet von seiner Ehefrau Michelle und den beiden Töchtern, zum ersten Mal in seiner Amtszeit Berlin, wo er vor der Ostseite des Brandenburger Tores eine Rede hielt. Auf dem Rückflug von Berlin nach Washington, D.C. legte die Air Force One mit Präsident Obama noch eine Zwischenlandung auf dem US-Militärflugplatz in Ramstein ein.
Am 7. und 8. Juni 2015 war Obama im Rahmen des G7-Gipfel auf Schloss Elmau zu Gast in Krün.
Ein weiterer Besuch fand am 24. und 25. April 2016 statt. Dabei eröffnete er zusammen mit Bundeskanzlerin Angela Merkel die Hannover Messe 2016.
Obamas letzter Besuch Deutschlands als Präsident fand im Rahmen einer „Abschiedstour durch Europa“ vom 16. bis 18. November 2016 in Berlin statt. Dies war zugleich der erste Besuch eines Präsidenten der Vereinigten Staaten von Amerika in Deutschland zu einem Zeitpunkt, an dem bereits sein Nachfolger im Präsidentenamt „President Elect“ feststand. Es fanden Treffen im Hotel Adlon und im Bundeskanzleramt statt. Am 18. November 2016 fand ein Treffen mit den Staats- und Regierungschefs Frankreichs, François Hollande, Italiens, Matteo Renzi, des Vereinigten Königreichs, Theresa May und Spaniens, Mariano Rajoy, statt.

### Trump
Der 45. und 47. Präsident der USA, Donald Trump, nahm wenige Monate nach seiner Amtsübernahme vom 6. bis zum 8. Juli 2017 am G-20-Gipfel in der Hansestadt Hamburg teil. Dies war zugleich der erste Besuch eines amtierenden Präsidenten der Vereinigten Staaten von Amerika in der zweitgrößten deutschen Stadt.

### Biden
Der 46. Präsident der USA, Joe Biden, nahm vom 26. bis zum 28. Juni 2022 am G7-Gipfel auf Schloss Elmau teil.
Biden absolvierte am 17. und 18. Oktober 2024 einen Arbeitsbesuch in Deutschland. Am 18. Oktober 2024 fand ein Treffen mit Bundeskanzler Olaf Scholz, dem französischen Staatspräsidenten Emmanuel Macron und dem Premierminister des Vereinigten Königreichs Keir Starmer in Berlin statt. Außerdem wurde Biden von Bundespräsident Frank-Walter Steinmeier die Sonderstufe des Großkreuzes des Bundesverdienstordens verliehen.